# Tercer Gobierno Díaz Ayuso
El Tercer Gobierno Díaz Ayuso es el ejecutivo regional de la Comunidad de Madrid, constituido tras la investidura y toma de posesión de Isabel Díaz Ayuso como presidenta de dicha comunidad autónoma española el 22 de junio de 2023. Está formado por miembros del Partido Popular, que gobierna en mayoría la región tras las elecciones de 2023, en las que los populares obtuvieron una amplia mayoría absoluta. En esta legislatura, la presidenta ha reducido al máximo el número de consejerías y además ha prescindido de la vicepresidencia.

## Composición del gobierno
| ← Tercer Gobierno de Isabel Díaz Ayuso (22 de junio de 2023 - ...) |               |                                                        |                 |
| Partido político                                                   |               | Partido Popular                                        | Partido Popular |
| Partido político                                                   | Independiente |                                                        |                 |
| Presidencia                                                        |               |                                                        |                 |
| Presidencia de la Comunidad de Madrid                              |               | Isabel Natividad Díaz Ayuso 22 de junio de 2023 -      |                 |
| Consejerías                                                        |               |                                                        |                 |
| Consejería de Presidencia, Justicia y Administración Local         |               | Miguel Ángel García Martín 22 de junio de 2023 -       |                 |
| Consejería de Economía, Hacienda y Empleo                          |               | Rocío Albert López-Ibor 22 de junio de 2023 -          |                 |
| Consejería de Educación, Ciencia y Universidades                   |               | Emilio Viciana Duro 22 de junio de 2023 -              |                 |
| Consejería de Medio Ambiente, Ordenación del Territorio e Interior |               | Carlos Novillo Piris 22 de junio de 2023 -             |                 |
| Consejería de Familia, Juventud y Asuntos Sociales                 |               | Ana Dávila-Ponce de León Municio 22 de junio de 2023 - |                 |
| Consejería de Digitalización                                       |               | Miguel López-Valverde Argüeso 22 de junio de 2023 -    |                 |
| Consejería de Vivienda, Transportes e Infraestructuras             |               | Jorge Rodrigo Domínguez 22 de junio de 2023 -          |                 |
| Consejería de Sanidad                                              |               | Fátima Matute Teresa 22 de junio de 2023 -             |                 |
| Consejería de Cultura, Turismo y Deportes                          |               | Mariano de Paco Serrano 22 de junio de 2023 -          |                 |